# Universidade Monash
A Universidade Monash é uma universidade pública de pesquisa sediada em Melbourne, Austrália. Nomeada em honra ao destacado general da Primeira Guerra Mundial, Sir John Monash, foi fundada em 1958 e é a segunda universidade mais antiga do estado de Vitória. A universidade possui vários campi, quatro dos quais em Vitória (campus Clayton, campus Caulfield, campus Peninsula e campus Parkville) e um na Malásia. A Universidade Monash também possui um centro de pesquisa e ensino em Prato, na Itália, uma escola de pós-graduação em Mumbai, na Índia e uma escola de pós-graduação em Suzhou, na China. Os cursos da Monash University também são ministrados em outros locais, incluindo a África do Sul.
É uma das maiores universidades da Austrália, com cerca de 55.000 estudantes, e está classificada entre as cinco melhores universidades do país.

Em 2009 foi eleita a 45ª melhor universidade do mundo.

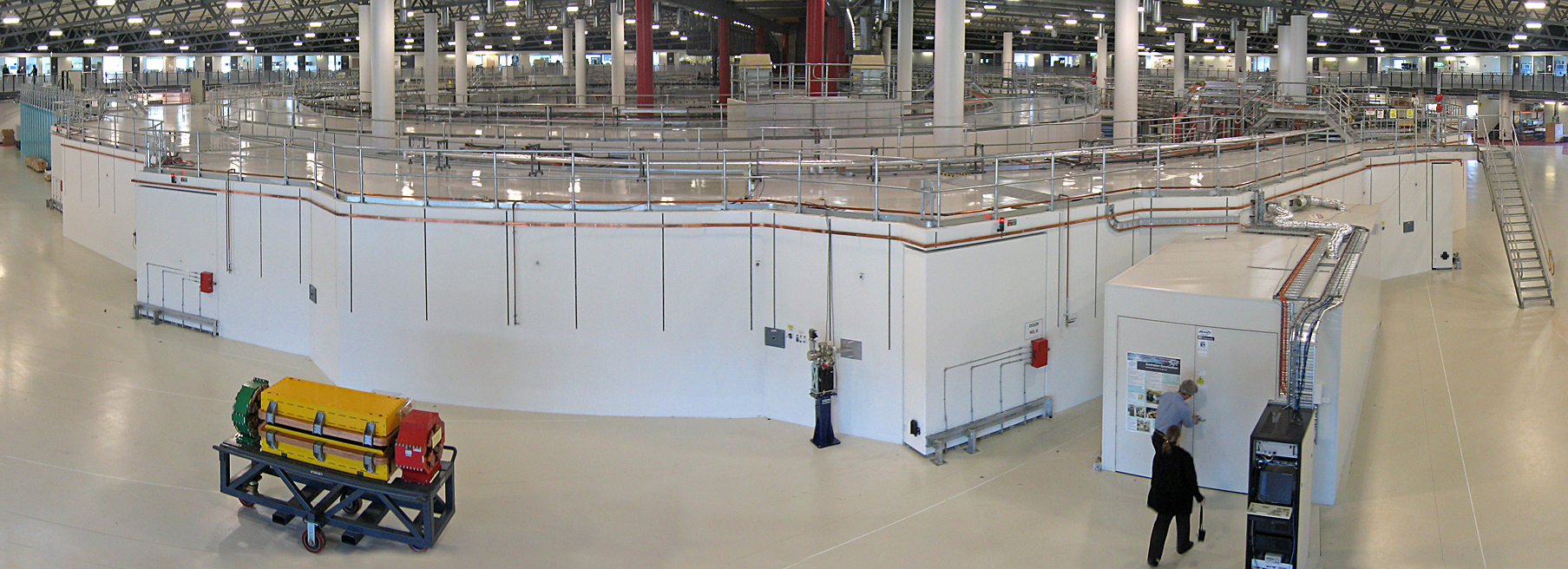
Acelerador de partículas e radiação síncrotron, localizado na Faculdade de Física. A universidade foi classificada como a melhor da Austrália para os cursos de engenharia, física e química.